# جاسيك دومينيك
جاسيك دومينيك هو سياسي بولندي، ولد في 15 يوليو 1969 في بياسيتشنو في بولندا. انتخب كاتب دولة ‏.